# День єдності кашубів
День єдності кашубів (кашуб. Dzéń Jednotë Kaszëbów, пол. Dzień Jedności Kaszubów) — свято у Польщі, що відзначається кожного року 19 березня в ознаменування першої в історії писемної згадки про кашубів. У буллі від 19 березня 1238 року Папа Григорій IX назвав князя Богуслава I  князем Кашубщини (duce Cassubie). Уперше свято було відзначене у Гданську в 2004 році, і щороку відбувається в іншому кашубському місті.

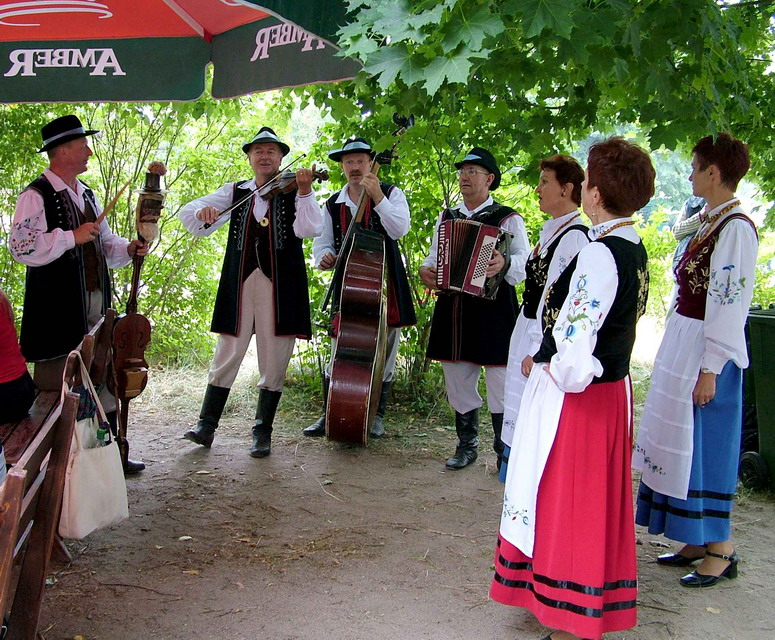
Кашубський етнопарк у Вдзидзе

Щорічний день єдності кашубів, що спонсорується і координується Кашубско-Поморською асоціацією, покликаний сприяти розвитку кашубської культури. Свято включає в себе фольк-арт-ярмарки, виставки, показ традиційних кашубських ремесел, а також турнір з традиційної кашубської картярської гри — Баська. У цей день кашуби вивішують національні чорно-жовті прапори. Новою традицією свята стало змагання за світовий рекорд із кількості людей, які одночасно грають на акордеоні. Рекорд, встановлений на святкуванні Дня єдності кашубів у 2016 році складає 371 акордеонист. Для промоції заходів фестивалю в останні роки активно використовуються соціальні медіа, зокрема сторінка фестивалю у Facebook, яка стала джерелом інформації та новин з кашубської культури.
З 2005 року День єдності кашубів проводиться в наступних місцях:
- 2005: Гданськ
- 2006: Тухоме
- 2007: Крамажини
- 2008: Мястко
- 2009: Битів
- 2010: Картузи
- 2011: Слупськ
- 2012: Бруси
- 2013: Косьцежина
- 2014: Сераковіце
- 2015: Суленчино
- 2016: Бояно
- 2017: Хмельно
- 2018: Косаково
- 2019: Жуково